# Eugene Chadbourne

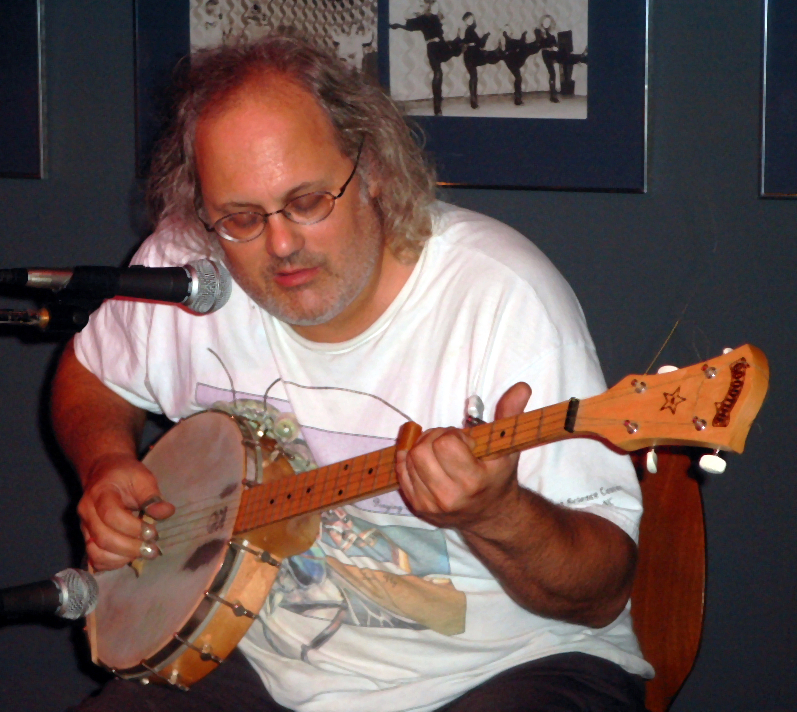
Eugene Chadbourne in Club W71

Eugene Chadbourne (Mount Vernon (New York), 4 januari 1954) is een Amerikaanse gitarist, banjospeler en componist. Hij is bovendien muziekjournalist en schrijft voor AllMusic en Maximum RocknRoll.
Chadbourne groeide op in Boulder, Colorado en Alberta. Als muzikant is hij autodidact. Hij begon gitaar te spelen toen hij elf jaar was, onder invloed van The Beatles. Door Jimi Hendrix begon hij te experimenteren met vervorming. Hij had echter al snel genoeg van de conventies van het genre. Hij verruilde zijn elektrische gitaar voor een akoestische en richtte zich op andere stijlen: blues, country, bluegrass, freejazz en noise. Al deze stijlen gebruikte hij vervolgens om tot een unieke eigen sound te komen. Hij werd daarbij beïnvloed door de jazz (John Coltrane, Roland Kirk, gitarist Derek Bailey en Anthony Braxton) en de stijlexperimenten van Captain Beefheart en The Mothers of Invention.
Hij studeerde journalistiek, ontdook de dienstplicht ten tijde van de oorlog in Vietnam door naar Canada te vluchten en keerde na de amnestie van Jimmy Carter terug naar Amerika. In New York dompelde hij zich onder in de muziekscene en maakte in 1976 een plaat, 'Solo Acoustic Guitar'. Chadbourne ontwikkelde een eigen stijl bestaande uit een mengeling van protestmuziek, vrije improvisatie en avant-gardejazz. Hij speelde met talloze musici, onder wie John Zorn, gitarist Henry Kaiser, Carla Bley en trompettist Toshinori Kondo. Van 1982 tot 1985 speelde hij in Shockabilly, een groep van de New Yorkse muzikant en producer Mark Kramer. Daarna nam hij talloze platen op, onder meer met zijn band LSD C& W. Deze groep maakte in 1987 de country-georiënteerde 'The History of the Chadbournes in America', een 'wacky' plaat met onder meer een Beatles-medley van 22 minuten. In 2006 werden in Bimhuis in Amsterdam opnamen gemaakt, die in 2006 werden uitgebracht op de cd 'April Fool's in Holland'. Zijn laatste werk is een box-set met 8 cd's: 'Insect and Western', waaraan veel muzikanten hebben meegewerkt.